# Joe Ward (baloncestista)
Joe Nathan Ward, (nacido el 21 de enero de 1963 en Barnesville, Georgia) es un exjugador de baloncesto estadounidense. Con 1.95 metros de estatura, jugaba en la posición de alero. 